# Molchanovka (Krasnodar)
Molchanovka (del ruso: Молчановка) es un jútor del raión de Shcherbínovski del krai de Krasnodar, en Rusia. Está situado en la costa del golfo de Taganrog del mar de Azov, junto a la frontera del óblast de Rostov, 26 km al norte de Staroshcherbínovskaya y 204 km al norte de Krasnodar, la capital del krai. Tenía 38 habitantes en 2010.
Pertenece al municipio Shabelskoye.

## Economía
En la localidad se halla el campamento juvenil Priboi.